# Саваяха
Саваяха (устар. Сава-Яха) — река в России, протекает по Ямало-Ненецкому АО. Образуется слиянием рек Луцеяха и Хадыяха. Устье реки находится в 18 км по правому берегу реки Левая Хетта. Длина реки составляет 7 км.

## Притоки
- 1 км: Ерусомпюха
- 7 км: Луцеяха
- 7 км: Хадыяха

## Данные водного реестра
По данным государственного водного реестра России относится к Нижнеобскому бассейновому округу, водохозяйственный участок реки — Надым, речной подбассейн реки — подбассейн отсутствует. Речной бассейн реки — Надым.
Код объекта в государственном водном реестре — 15030000112115300049853.